# Восточная Флорида

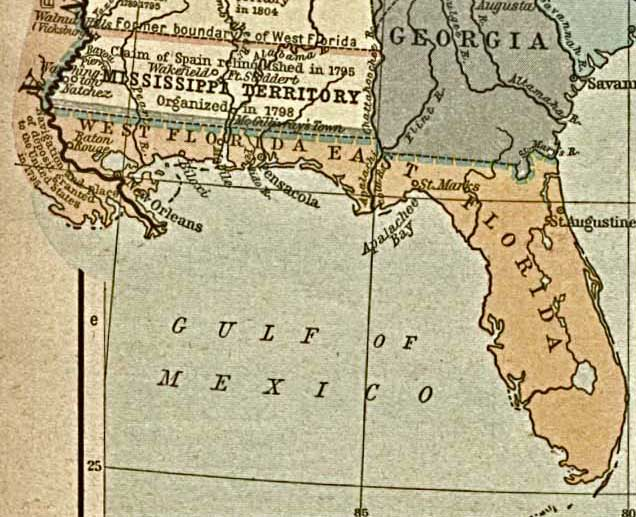
Западная и Восточная Флориды в 1803 году

Восточная Флорида (англ. East Florida, исп. Florida Oriental) — колониальное владение на территории современного американского штата Флорида, существовавшее в XVIII—XIX веках.
Изначально эти земли были частью более обширной испанской колонии Флорида. Потерпев поражение в Семилетней войне, Франция в 1762 году по секретному договору уступило Луизиану Испании. В 1763 году по официальному мирному договору Франция уступила территории Луизианы восточнее реки Миссисипи Великобритании, а Испания в обмен на захваченную Великобританией во время войны Гавану отдала Великобритании Флориду, не став также претендовать на восточную Луизиану. Британия посчитала, что новоприобретённая территория является слишком большой для эффективного управления, и разделила её по реке Апалачикола на две колонии: Восточную Флориду и Западную Флориду. Административным центром Восточной Флориды стал Сент-Огастин, бывший при испанцах административным центром всей колонии Флорида.
В Великобритании организацией освоения Восточной Флориды занялись во многом те же люди, что занимались освоением Новой Шотландии; главную роль среди них играли Ричард Освальд (именно он в 1783 году стал представителем Великобритании на мирных переговорах в Париже с восставшими колониями) и Джеймс Грант (первый губернатор Восточной Флориды).
Во время войны за независимость США Восточная Флорида стала одним из оплотов британских лоялистов. Однако Испания поддержала восставшие колонии, и по завершившему войну мирному договору получила Флориду обратно. Испанцы предпочли сохранить созданную британцами структуру управления, и оставили Восточную Флориду отдельной колонией. Выгодные условия, предлагаемые испанскими властями, привлекли на эти земли много переселенцев из молодых Соединённых Штатов.

Флаг «патриотов Восточной Флориды», разработанный в штабе Мэтьюза

В 1810 году часть жителей колонии Западная Флорида восстала, и провозгласила независимую республику. Президент США Джеймс Мэдисон увидел шанс на присоединение всего Юго-Востока к США, пока Испания занята в Европе и, аннексировав Западную Флориду (за исключением округа Мобил), направил офицера Джорджа Мэтьюза в Восточную Флориду, чтобы он организовал там аналогичное восстание. Однако жителей Восточной Флориды вполне устраивало существующее положение дел, и они восставать не желали, поэтому Джордж Мэтьюз набрал добровольцев в Джорджии и, высадившись при поддержке флота США в 1812 году на острове Амелия, провозгласил его независимость. Однако в условиях нарастания напряжённости в отношениях с Великобританией, Конгресс опасался ввязаться в войну ещё и с Испанией, поэтому президент стал отрицать, что Мэтьюз действовал по его поручению. Мэтьюзу пришлось вернуться в США, где он вскоре скончался по причине преклонного возраста, а остров Амелия был снова занят испанцами.
Во Флориде практически не было испанских государственных или военных структур, и семинолы свободно пересекали границу и грабили американские поселения. Во время Первой семинольской войны отряд американских войск под командованием Эндрю Джексона в 1818 году вторгся в испанские владения, 7 апреля захватил Сент-Маркс, а 24 мая — Пенсаколу. Испанцы опротестовали действия Джексона, но госсекретарь США Джон Адамс оправдал их, и предложил Испании либо лучше контролировать индейское население Флориды, либо передать эту территорию США. Испанская метрополия была истощена Войной на Полуострове, а в американских колониях Испании начались революции. Испанское правительство не желало делать дальнейших инвестиций во Флориду, и опасалось за границу между Соединёнными Штатами и испанской колонией Мексика. Поэтому начались переговоры, и в 1819 году Испания согласилась на передачу всей Флориды Соединённым Штатам. Договор вступил в силу в 1821 году, а в 1822 году Конгресс США преобразовал бывшую колонию Восточная Флорида в Территорию Флорида.